# ロック・ロブスター
「ロック・ロブスター」（Rock Lobster）は、The B-52'sが1978年に発表した楽曲。
ローリング・ストーンの選ぶオールタイム・グレイテスト・ソング500（2010年版）では147位にランクされている。

## 概要
グループが最初に録音し、発表した「ロック・ロブスター」はフレッド・シュナイダーとリッキー・ウィルソンによって書かれた。1978年2月、アトランタのマウンテン・スタジオでわずかばかりの経費でレコーディングは行われ、同年4月に地元のレーベル会社、DBレコードから発売された。B面は「52ガールズ」。レーベルのオーナー、ダニー・ベアードによれば製作費はおよそ700ドル、ケイト・ピアソンの弾いたファルフィッサのオルガンはキーの一つが音が出なかったという。
しかし本作品はひそかな人気を呼び、グループはニューヨークの「CBGB」や「Max's Kansas City」などのライブハウスで演奏を行うようになった。1979年にワーナー・ブラザース・レコードと契約。クリス・ブラックウェルのプロデュースの下、バハマのナッソーでファースト・アルバムのレコーディングを行った。「ロック・ロブスター」と「52ガールズ」はこのとき再録音され、アルバム『警告! THE B-52'S来襲』は同年7月6日に発売された。
アルバムからシングルカットされたバージョンはアルバムのものより短い4分52秒のバージョンである。各国のシングルのB面はそれぞれ異なる。イギリスと西ドイツはファースト・アルバムには未収録の「Running Around」のインストゥルメンタル・バージョン、日本は「惑星クレア」（1979年12月発売）だった。本国アメリカでは「危険なナンバー6060-842」をB面にして1980年1月に発売された。
ビルボード・Hot 100では56位、イギリスでは37位、カナダでは1位、オーストラリアでは3位を記録した。
シンディ・ウィルソンが張り上げる奇声は、オノ・ヨーコの歌唱法を元にしている。ウィルソン自身がのちのインタビューでそのことを認めており、彼女は次のように述べている。「私たちはビートルズとジョン・レノンの大ファンだったのよ。それに私はヨーコはすごくクールだと常から思っていた。あの曲はヨーコと彼女の精神に捧げた曲なの」。そして本作品は、バミューダ諸島で息子のショーンと旅行中だったジョン・レノンの耳にとまり、レノンはオノ・ヨーコの音楽との共通性をすぐに感じ取る。「古い斧を持ち出して妻を目覚めさせる時がきた」ことを確信したレノンはヨーコとともに1980年4月からスタジオに入り、アルバム『ダブル・ファンタジー』を完成させた。

## 演奏者
- フレッド・シュナイダー - リード・ボーカル、カウベル
- ケイト・ピアソン - バッキング・ボーカル、オルガン、シンセ・ベース
- シンディ・ウィルソン - バッキング・ボーカル、タンバリン
- リッキー・ウィルソン - ギター
- キース・ストリックランド - ドラムズ、パーカッション